# Öglunda
Öglunda är kyrkbyn i Öglunda socken i Skara kommun i Västergötland på berget Billingens västra sida.  Från 2015 avgränsar SCB här en småort.
I byn finns Öglunda kyrka men ingen skola eller affär. Naturreservatet Jättadalen-Öglunda grotta ligger i anslutning till byn.